# Zomergem
Zomergem (Pronunciación holandesa: [ˈzoːmərɣɛm]) es un municipio localizado en la provincia de Flandes Oriental, en Bélgica. El municipio comprende los poblados de Oostwinkel, Ronsele y Zomergem (propiamente). A comienzos de 2018, Zomergem tenía una población total de 8.466 habitantes. El área total es de 38.78 km² lo cual da una densidad de población de 218 habitantes por km².

## Demografía

### Evolución
Todos los datos históricos relativos al actual municipio, el siguiente gráfico refleja su evolución demográfica, incluyendo municipios después de efectuada la fusión el 1 de enero de 1977.
| Gráfica de evolución demográfica de Zomergem entre 1846 y 2018 |
|                                                                |

## Galería

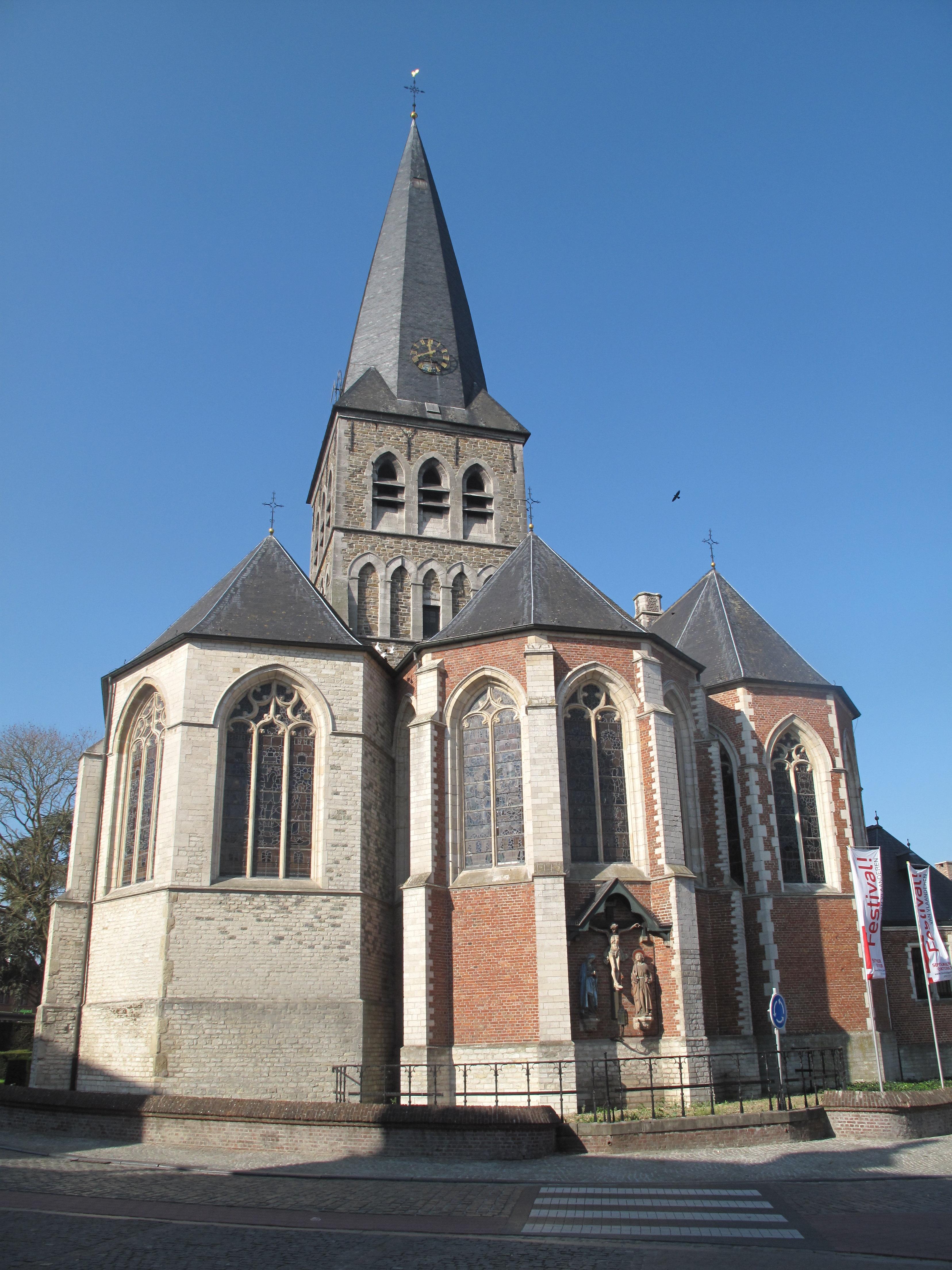
Iglesia de San Martín, Zomergem
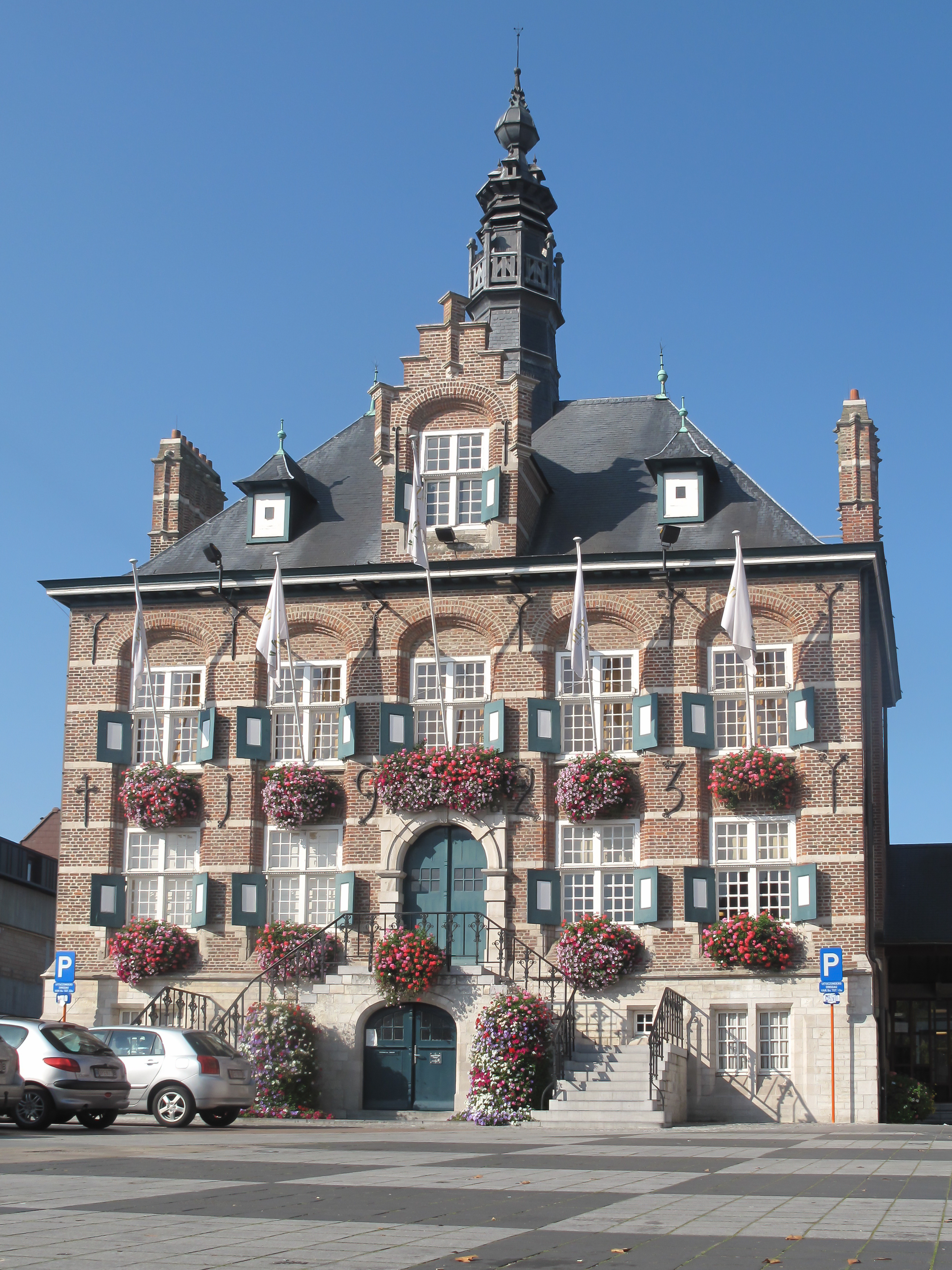
Ayuntamiento de Zomergem
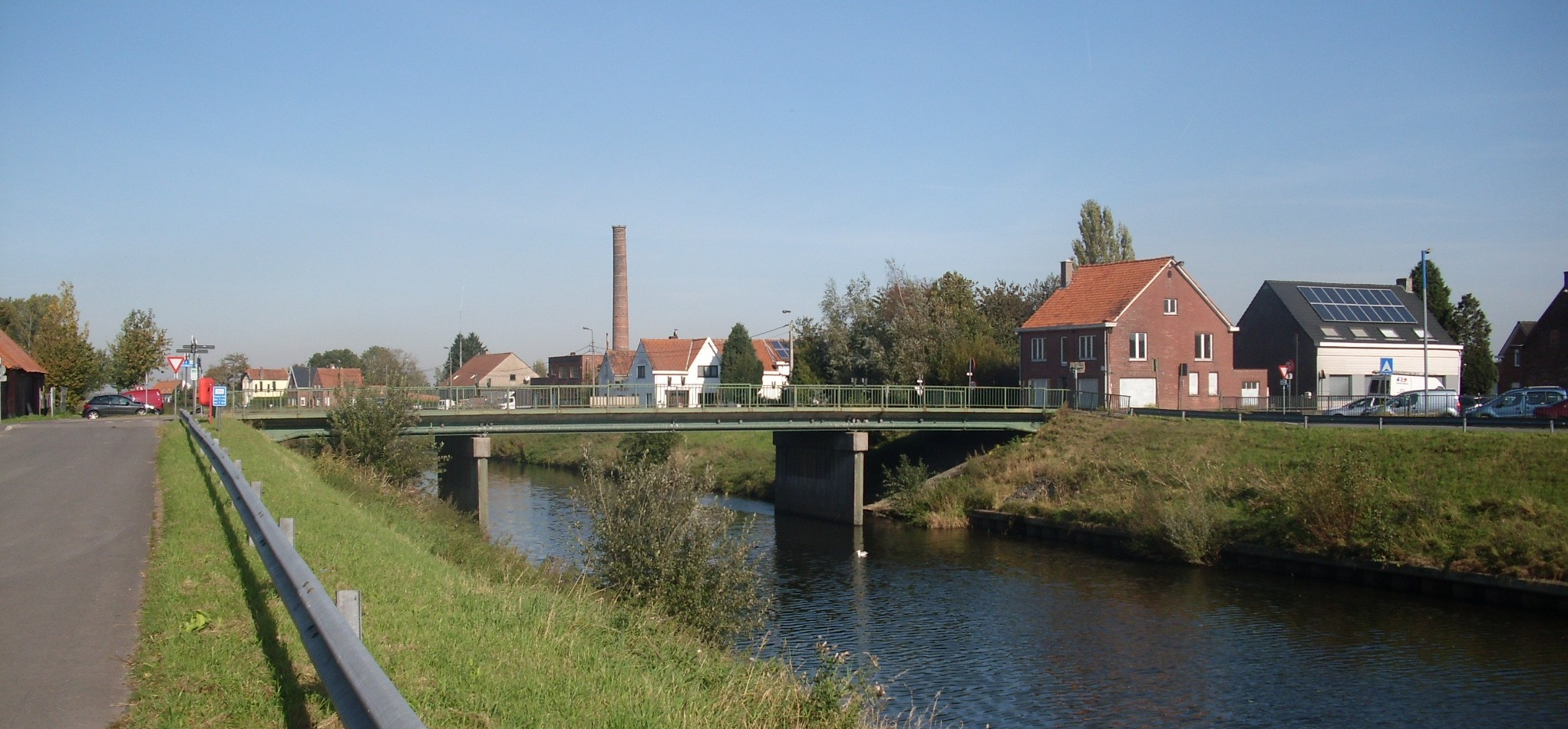
Zomergem: Canal de Schipdonk
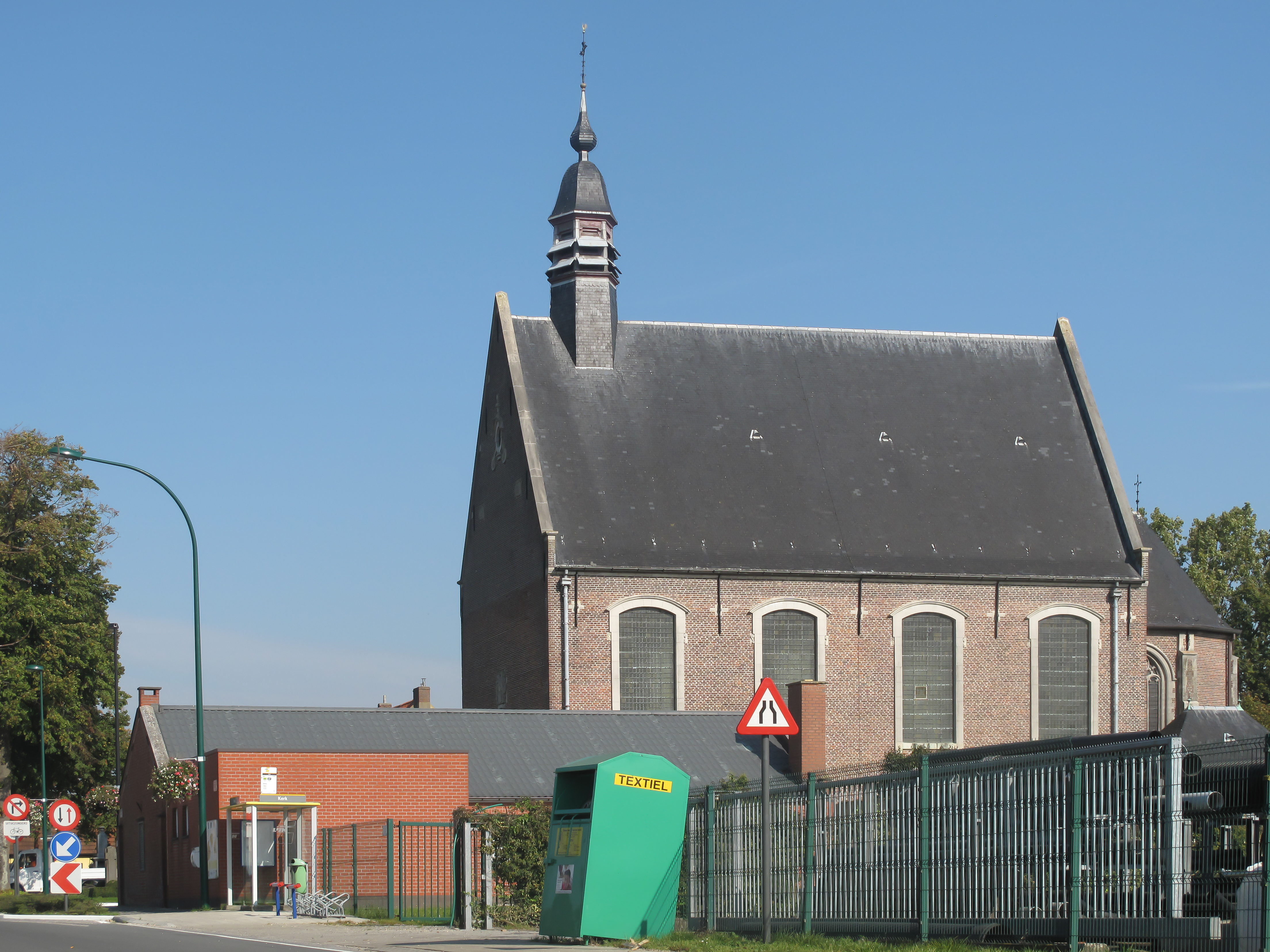
Ronsele, la iglesia (Sint-Gangulfuskerk)